# Boeing E-4
Boeing E-4 – amerykański samolot pełniący funkcję powietrznego stanowiska dowodzenia (National Airborne Operations Center), opracowany na bazie Boeinga 747-200B.

## Historia

### Geneza
Wraz ze wzrostem ryzyka rozpoczęcia konfliktu o charakterze nuklearnym, pojawiła się potrzeba zapewniania ciągłości dowodzenia amerykańskimi siłami zbrojnymi oraz ich arsenałem atomowym, nawet po zniszczeniu naziemnych centrów w wyniku zaskakującego ataku. 3 lutego 1961 roku Strategic Air Command, amerykańskie dowództwo odpowiedzialne za kontrolę i dowodzenie bombowcami strategicznymi przenoszącymi bomby atomowe oraz pociskami balistycznymi Intercontinental Ballistic Missile, rozpoczęło operację „Looking Glass” (zwierciadło). Jej celem było utrzymanie w powietrzu przez 24 godziny na dobę floty samolotów pełniących funkcję ABNCP (Airborne Command Post – powietrznych stanowisk dowodzenia). Miały one dublować zadania, jakie pełniły naziemne stanowiska, będąc jednocześnie mniej narażonymi na skutki ataku jądrowego przeciwnika. Do pełnienia roli ABNCP wybrano samoloty Boeing KC-135A Stratotanker, które po modernizacji otrzymały oznaczenie EC-135A. Początkowo maszyny pełniły jedynie rolę radiowych stacji przekaźnikowych, jednak wraz z wprowadzeniem w latach 1963–1964 do linii samolotów typu EC-135C, będących z kolei zmodyfikowanymi maszynami KC-135B, stały się one pełnoskalowymi stanowiskami ABNCP. Na ich pokładach znalazł się system Airborne Launch Control System (ALCS), dający możliwość wykonania uderzenia odwetowego pociskami LGM-30 Minuteman oraz system Airborne Launch Control Center (ALCC), pozwalający na zdalne odpalenie pełnej gamy dostępnych wówczas międzykontynentalnych rakiet balistycznych. W połowie lat 60. XX wieku pojawiła się jeszcze jedna wersja KC-135, oznaczona jako EC-135J. Była to maszyna przeznaczona do wypełniania zadań powietrznego centrum dowodzenia dla prezydenta Stanów Zjednoczonych i wybranych przedstawicieli władzy wykonawczej oznaczona jako National Emergency Airborne Command Post (NEACP). EC-135J, w ramach operacji „Nightwatch”, przez 24 godziny na dobę pozostawały w pełnej gotowości w bazie Andrews Air Force Base, przygotowane w każdej chwili do zabrania na swój pokład prezydenta i członków amerykańskiego rządu oraz ich natychmiastowej ewakuacji w powietrze. Na początku lat 70. pojawiła się potrzeba zastąpienia maszyn EC-135J maszynami nowszej generacji. Wybór padł na oblatanego w 1969 roku pasażerskiego Boeinga 747.

### Projekt

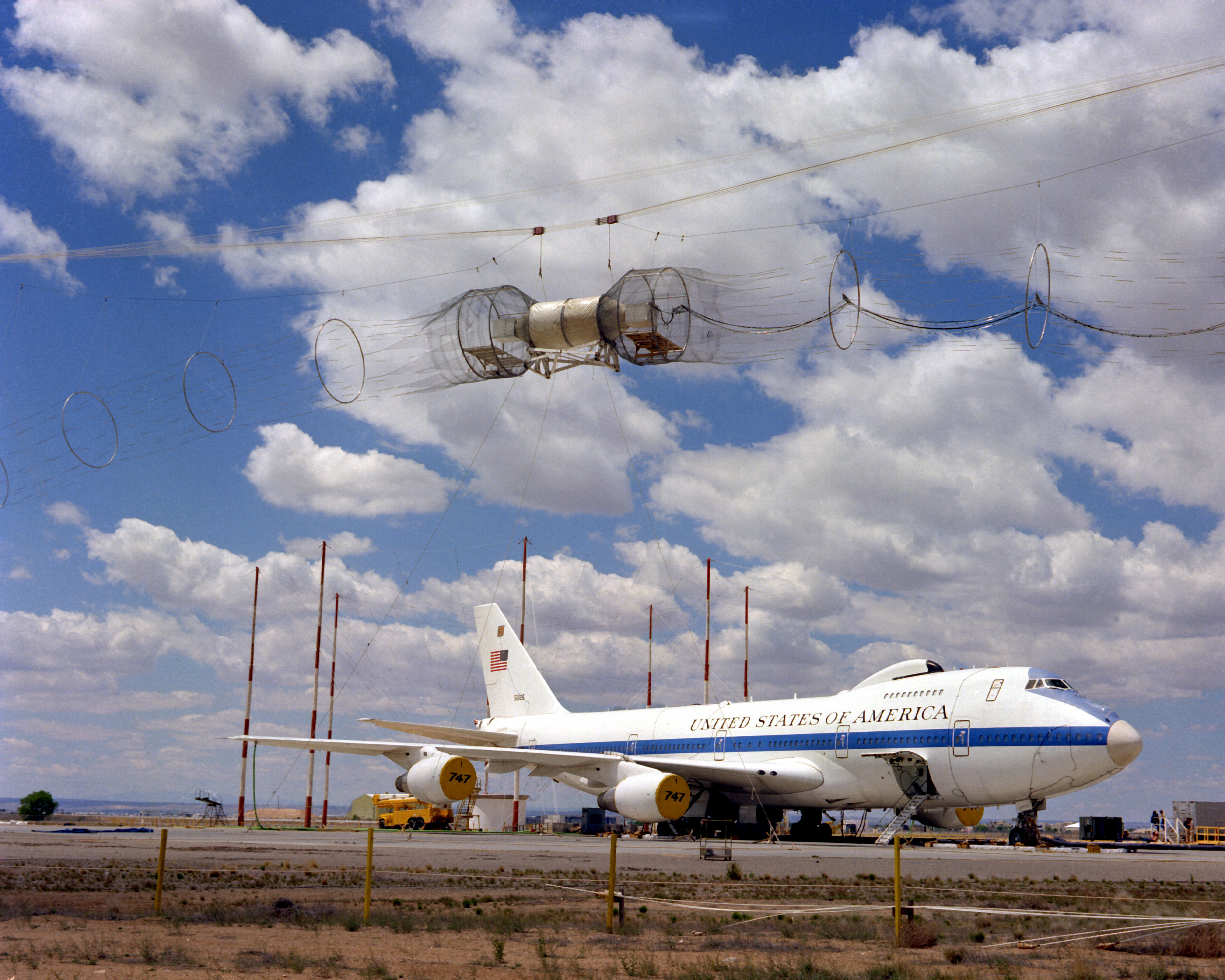
Boeing E-4 na stanowisku badawczym wpływu impulsu elektromagnetycznego na konstrukcję maszyny

Początkowo United States Air Force złożyły zamówienie na dwa samoloty, w lutym 1973 roku przyznano Boeingowi kontrakt na ich budowę. Jednak już w lipcu tego samego roku kontrakt rozszerzono o trzecią maszynę, zaś w grudniu o czwartą. Samoloty otrzymały wojskowe oznaczenie E-4A, a bazą do ich budowy została wersja 747-200B. Prace posuwały się szybko i już 13 czerwca 1973 roku oblatano pierwszy ukończony płatowiec, pozbawiony jednak jeszcze specjalistycznego wyposażenia. Za instalację podstawowych systemów dowodzenia i łączności odpowiadać miała firma E-Systems. Pierwszy ukończony E-4A został przekazany United States Air Force w grudniu 1974 roku. Poszczególne egzemplarze różniły się między sobą. Pierwsze dwa, o numerach seryjnych 73-1676 i 73-1677, napędzane były silnikami Pratt & Whitney JT9D-7R4G2 (oznaczenie wojskowe F105-PW-100), z kolei trzeci (74-0787) i czwarty (75-0125) egzemplarz miały jednostki General Electric CF6-50E2. Czwarta maszyna różniła się również wyposażeniem zamontowanym na swoim pokładzie. Z zewnątrz wyróżniała ją charakterystyczna owiewka, umieszczona za typowym dla 747 garbem górnego pokładu. W owiewce znajdowała się antena systemu komunikacji satelitarnej MILSTAR (SHF SATCOM), operującej w zakresie fal centymetrowych. Różnice pomiędzy pierwszymi trzema egzemplarzami a czwartym były na tyle duże, że otrzymał on oznaczenie E-4B. Został on oficjalnie przejęty przez US Air Force 21 grudnia 1979 roku. W celu ujednolicenia zdolności operacyjnych, wszystkie wersje E-4A zostały do stycznia 1985 roku zmodernizowane do standardu E-4B.

### Wyposażenie

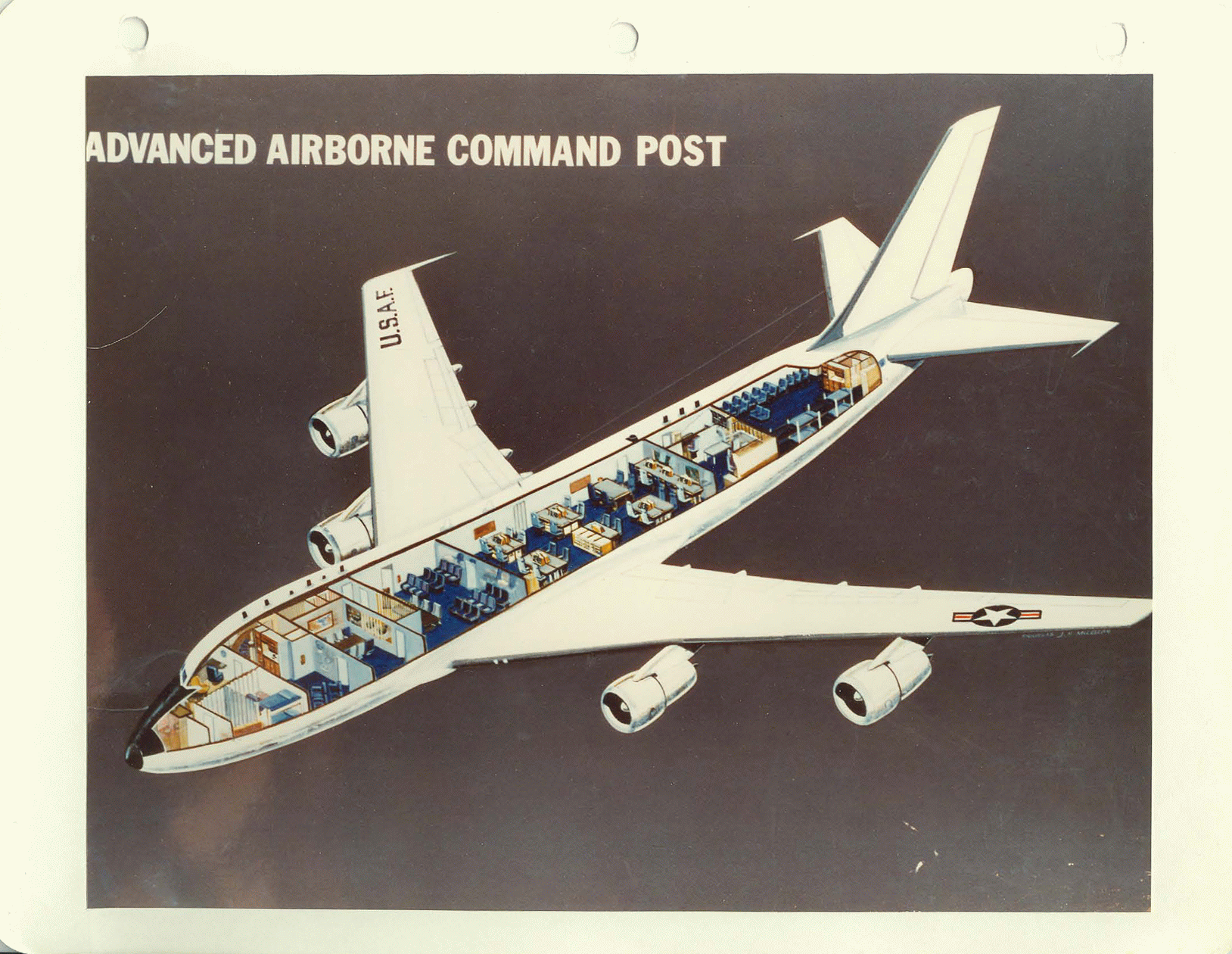
Boeing E-4 w konfiguracji z 1976 roku

Samolot wyposażony jest w wiele systemów łączności pracujących na falach o częstotliwości od 14 kHZ do 8,4 GHz, których obecność wskazuje, widocznych z zewnątrz, 60 anten. Wśród nich są dwie UHF SATCOM, dwie UHF Command, pięć UHF GEP, dwie VHF „Special User” oraz sześć HF. Samolot wyposażony jest w dwie anteny kablowe do łączności na falach na niskiej i bardzo niskiej częstotliwości. Wysuwane są w locie z tylnej części kadłuba i końcówki ogona. Na końcówkach skrzydeł i czubku statecznika pionowego z kolei zainstalowane są anteny do transmisji na falach krótkich. Te sama częstotliwość obsługiwana jest przez dwie anteny kablowe, przeciągnięte pomiędzy środkową częścią krawędzi natarcia statecznika pionowego i dwoma punktami na grzbiecie samolotu. Z racji środowiska, w jakim potencjalnie samolot ma działać, okablowanie samolotu oraz jego systemy pokładowe odporne są na impuls elektromagnetyczny. Z tego powodu, charakterystyczny dla współczesnych samolotów pasażerskich szklany kokpit w E-4B nadal pełen jest mechaniczno-analogowych wskaźników, a wszystkie okna poryte są metaliczną siatką, podobną do tej używanej w kuchenkach mikrofalowych. Maszyna ma ciśnieniową kabinę, której systemy wentylacyjne nie dopuszczają skażonego powietrza do środka. Wnętrze samolotu podzielone jest na trzy pokłady. Najwyższy z nich, mieszczący się w charakterystycznym dla tego typu Boeingów „garbie”, zajmuje kabina załogi. Swoje stanowiska mają tutaj pilot, drugi pilot, inżynier pokładowy i odwrócony tyłem do kierunku lotu nawigator. Ten ostatni ma wydzielone stanowisko. Żadna z cywilnych wersji 747 nie ma tak skonfigurowanej kabiny załogi. Za kokpitem umieszczona jest toaleta, przedział wypoczynkowy z kojami do spania, fotelami i stołem oraz spiralne schody prowadzące na pokład środkowy. Pokład środkowy składa się z kilku części. Pierwsza z nich, umieszczona na dziobie samolotu, tzw. przedział VIP, przeznaczony jest dla prezydenta. Ma on do dyspozycji dwie koje, własną toaletę, fotele, szafy i biurko z systemem łączności. Za przedziałem VIP znajduje się klatka schodowa prowadząca na górny pokład oraz kuchnia, która jest zdolna do wydawania 100 posiłków dziennie. Dalej znajduje się przedział konferencyjno-roboczy z salą konferencyjną, fotelami dla 9 osób i dużym ściennym monitorem. Sala odpraw z 18 fotelami przeznaczona jest również do konferencji prasowych, których prowadzenie ułatwia mównica, stół konferencyjny z trzema fotelami i dwa 80-calowe wyświetlacze LED. Za salą konferencyjną, posuwając się w kierunku tyłu maszyny, znajduje się przedział operacyjny (bojowy). W przedziale umieszczone są stanowiska dla około 26 osób, dowódcy misji, oficerów sztabowych, operatorów systemów łączności. W dalszej części umieszczone są trzy stanowiska techniczne, odpowiedzialne za nawiązanie i utrzymanie łączności: łączności głosowej, łączności elektronicznej i ostatnie – satelitarnej, tu również znajduje się zejście na dolny pokład samolotu. Dodatkowe pomieszczenie przeznaczone jest do monitorowania sprawności, jak również, w przypadku awarii, naprawy systemów pokładowych, łączności i elektrycznych. Za nimi, w tyle kadłuba znajduje się przedział wypoczynkowy z fotelami, ośmioma kojami dla członków załogi oraz szafy i lodówki z racjami żywnościowymi MRE. Na dolnym pokładzie, z tyłu, znajduje się nadajnik fal bardzo długich oraz jego nawinięta na bęben antena. Umieszczona jest ona w pojemniku, z przezroczystą przesłoną, przez którą można monitorować jej zwijanie i rozwijanie, a wykorzystując specjalny peryskop znajdujący się na dwuosobowym stanowisku kontroli stanu anteny, można obserwować jej zachowanie na zewnątrz samolotu. Antena może zostać rozwinięta na długość 8 kilometrów za samolotem. Dodatkowo w pomieszczeniu znajdują się serwery i transformatory. Z kolei w przedniej części dolnego pokładu znajdują się systemy awioniki samolotu, zbiornik wody, żywność i zaopatrzenie oraz schody na pokład środkowy. W przedniej części dolnego pokładu znajdują się również drzwi, wyposażone we własne, elektrycznie wysuwane schody, wykorzystywane na co dzień podczas postoju samolotu. W sytuacji alarmowego startu, schody mogą być odstrzelone bez czekania aż zostaną złożone i schowane w kadłubie. Maszyna zawiera również tradycyjne drzwi, których użycie wymaga jednak podstawienia schodów lotniskowych lub rękawa. W sumie w samolocie jest 9 drzwi pasażerskich oraz dwoje drzwi ładunkowych.
E-4B jest samolotem z najliczniejszą załogą w służbie US Air Force. W normalnych warunkach liczy ona 48 osób. Jeśli wymaga tego sytuacja, na pokładzie jest miejsce dla 150 osób. Teoretycznie maszyna może przebywać w powietrzu do czasu zużycia zapasów wody, żywności, olejów, smarów i płynów hydraulicznych. Paliwo podawane jest w locie przez gniazdo dla sztywnego łącza zainstalowane na dziobie, tuż poniżej owiewki kabiny pilotów. W trakcie testów w locie, E-4B utrzymywał się w powietrzu przez około 35 godzin, jednak  przyjmuje się, że w sytuacji kryzysowej powinien być zdolny do tygodniowego lotu.

## Służba

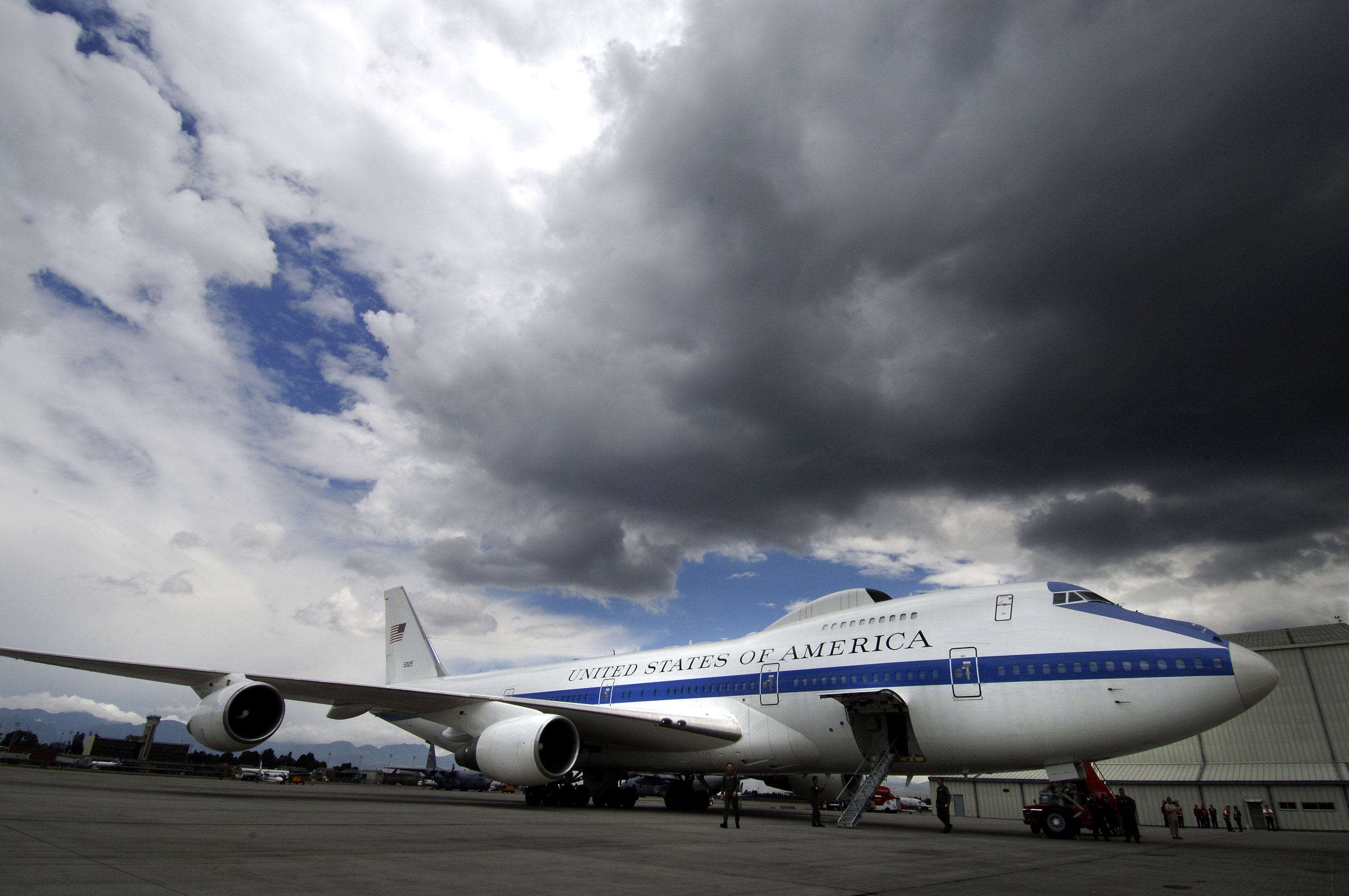
Boeing E-4 na lotnisku w Bogocie, 2007 rok

Wraz z wejściem do służby pierwszego z zamówionych samolotów w 1974 roku, miejscem ich stacjonowania stała się baza Andrews Air Force Base. Dzięki bliskiemu sąsiedztwu Waszyngtonu, w sytuacji zagrożenia wybuchem wojny jądrowej, prezydent i członkowie rządu mogliby szybko znaleźć się na pokładzie samolotu. Z racji sytuacji i zadań, jakie maszyny miały realizować, przylgnęła do nich nieoficjalna nazwa „samolotów dnia zagłady” (ang. the doomsday planes), a oficjalnie powietrznym alarmowym stanowiskiem dowodzenia (National Emergency Airborne Command Post, NEACP). Do 1994 roku zawsze w Andrews stacjonował przynajmniej jeden E-4 w pełnej gotowości do realizacji swojej misji. Po 1994 roku maszyny zostały przebazowane do Offutt Air Force Base w Omaha w stanie Nebraska, gdzie nadal jeden z samolotów pełni dyżur alarmowy. Również w 1994 roku samoloty zaczęto określać mianem powietrznych stanowisk operacyjnych dla zwierzchnika sił zbrojnych (National Airborne Operations Center, NAOC). Boeingi otrzymały również nazwę własną „Nightwatch”, nawiązującą do obrazu holenderskiego malarza Rembrandta Harmenszoona van Rijn Kompania Fransa Banninga Cocqa i Willema van Ruytenburcha, znanego również jako Straż nocna (The Night Watch). Wraz z wejściem do służby pierwszego z samolotów VC-25A w 1990 roku, nowego prezydenckiego Air Force One, maszyny będącej wersją Boeinga 747-200B, zmieniła się rola E-4. VC-25A ma specjalistyczne wyposażenie komunikacyjne nieustępujące E-4B. Tym samym, preferowanym miejscem ewakuacji prezydenta w razie kryzysu nuklearnego, dającym mu również te same możliwości co E-4B, został VC-25A lub druga z maszyn, VC-25B. Tym niemniej E-4B nadal zabezpieczają niektóre zagraniczne wizyty prezydentów Stanów Zjednoczonych, operując z lotnisk położonych niedaleko docelowych miejsc stacjonowania Air Force One, mogąc przyjąć na pokład prezydenta wraz z towarzyszącym mu personelem w przypadku awarii VC-25. Nadal jednak E-4B jest miejscem pracy sekretarza obrony w razie kryzysu. W latach 90. XX wieku E-4B wykorzystywany był przez personel Federalnej Agencji Zarządzania Kryzysowego, któremu służył w trakcie pracy podczas klęsk żywiołowych. W 2006 roku sekretarz obrony Stanów Zjednoczonych Donald Rumsfeld przedstawił plan wycofania samolotów do 2009 roku. Głównym argumentem takiej decyzji miały być bardzo duże koszty utrzymania i eksploatacji E-4B. Projekt spotkał się z krytyką, akcentującą bardzo dużą specjalizację Boeingów, których nie dałoby się szybko zastąpić istniejącymi maszynami. Wstępnie projekt zakładał wycofanie wszystkich samolotów, następnie okrojono go do jednej maszyny, aby ostatecznie zrezygnować z planu. Jednym z niezrealizowanych planów budowy następcy E-4, był rozpoczęty w 2003 roku projekt budowy samolotu Northrop Grumman E-10 MC2A, który jednak w ramach cięć finansowych został skasowany w 2007 roku.
6 października 2016 roku w bazie Offutt Air Force Base w Nebrasce utworzono 595. Grupę Dowodzenia i Kontroli (595th Command and Control Group). W skład grupy wchodzi między innymi 1. Dywizjon Dowodzenia i Kontroli Powietrznej (1st Airborne Command Control Squadron), w którym służą wszystkie Boeingi E-4B. W Grupie swoje miejsce znalazły wszystkie jednostki odpowiedzialne za kontrolę, komunikację i dowodzenie (C3/C3, command, control, and communications) amerykańskiej triady atomowej, będącej pod kontrolą US Air Force.
Samoloty są stale modernizowane, graniczny resurs płatowca ma zostać osiągnięty w 2039 roku, aczkolwiek dalsze modernizacje pozwolą na wydłużenie tego okresu poza rok 2040. Tym niemniej do pomysłu wycofania samolotów E-4 wrócono w 2018 roku. Tym razem jednak nowy plan zakłada pozyskanie wspólnej platformy, mogącej stać się podstawą do budowy maszyny pozwalającej zastąpić E-4B oraz cztery Boeing C-32 i 16 samolotów typu Boeing E-6 Mercury. Za realizację programu odpowiedzialne jest Air Force Materiel Command.